# ヤンキー・ホワイト
ヤンキーホワイト (Yankee White) とはアメリカ国防総省がアメリカ合衆国大統領またはアメリカ合衆国副大統領に関係する職種を採用する時に行う個人信用調査に付けられた管理上のニックネームである。
アメリカのアメリカ連邦人事管理局のマニュアルに基づいて実施されるシングルスコープ背景調査 (SSBI) の要件を満足しなければならない。
それだけでなく以下の条件を満たさなければならない。
- アメリカ合衆国に完全に忠誠を誓うアメリカ合衆国市民であり、成人であることと信頼に足る人物であることを証明する実績が必要である。
- 重大な有罪判決・不誠実な行動履歴・違法な薬物の使用記録が無いこと。
- 家族はアメリカ合衆国市民であること。

アメリカ合衆国大統領またはアメリカ合衆国副大統領に関係する職種には食事サービス・医療・輸送・軍隊のバンド・儀式メンバーなど、大統領のために働く軍人や公務員だけで無く、ホワイトハウスや車両などの機密領域に近付く民間の請け負い業者の従業員にも必要な資格になる。

## 参照
1. ↑  Department of Defense
"INSTRUCTION".November 30, 1998. Accessed 17 Jnuary 2017.
2. ↑   "What is a Yankee White Security Clearance"?MARKO,HAKAMAA.
3. ↑   "What Is Yankee White?".